# Голтсвілл (Нью-Йорк)
Голтсвілл (англ. Holtsville) — переписна місцевість (CDP) в США, в окрузі Саффолк штату Нью-Йорк. Населення — 18 937 осіб (2020).

## Географія
Голтсвілл розташований за координатами 40°48′44″ пн. ш. 73°2′41″ зх. д. / 40.81222° пн. ш. 73.04472° зх. д. (40.812334, -73.044676).  За даними Бюро перепису населення США в 2010 році переписна місцевість мала площу 18,42 км², уся площа — суходіл.

## Демографія
Згідно з переписом 2010 року, у переписній місцевості мешкало 19 714 осіб у 6725 домогосподарствах у складі 5147 родин. Густота населення становила 1070 осіб/км².  Було 6929 помешкань (376/км²).
Расовий склад населення:
| - 90,2 % — білих - 4,4 % — азіатів - 1,8 % — чорних або афроамериканців - 0,2 % — корінних американців - 1,9 % — осіб інших рас |

До двох чи більше рас належало 1,4 %. Частка іспаномовних становила 10,1 % від усіх жителів.
За віковим діапазоном населення розподілялося таким чином: 24,6 % — особи молодші 18 років, 64,0 % — особи у віці 18—64 років, 11,4 % — особи у віці 65 років та старші. Медіана віку мешканця становила 39,3 року. На 100 осіб жіночої статі у переписній місцевості припадало 93,5 чоловіків;  на 100 жінок у віці від 18 років та старших — 92,2 чоловіків також старших 18 років.
Середній дохід на одне домашнє господарство  становив 107 167 доларів США (медіана — 92 194), а середній дохід на одну сім'ю — 121 116 доларів (медіана — 104 511). Медіана доходів становила 67 000 доларів для чоловіків та 52 223 долари для жінок. За межею бідності перебувало 4,8 % осіб, у тому числі 4,2 % дітей у віці до 18 років та 6,6 % осіб у віці 65 років та старших.
Цивільне працевлаштоване населення становило 10 190 осіб. Основні галузі зайнятості: освіта, охорона здоров'я та соціальна допомога — 28,8 %, науковці, спеціалісти, менеджери — 10,9 %, роздрібна торгівля — 9,2 %, будівництво — 9,0 %.